# 雷应清
雷应清（1922年—？），男，畲族，福建宁德人，中国军事人物，曾任福建省军区政治部副主任，第五届全国政协委员。